# Чавсва I
Чавсва I (*бірм. ငါးစီးရှင် ကျော်စွ; 1299 — 12 грудня 1350) — 4-й володар царства Пінья у 1344—1350 роках. У народі був відомий як Нга-зі Шин («Володар п'яти білих слонів»).

## Життєпис
Походив з шанської М'їнсаїнської династії. Син Тхіхатху, правителя М'їнсаїна, та Мі Соу (доньки паганського царя Кансу III). Народився 1299 року в м. Пінле. Він виріс у палаці Пінле разом зі своїм молодшим братом Навратою. 1313 року після оголошення батька царем Піньї призначається сукрі (намісником) Пінле.
У 1316 році здійснив похід проти брата Союна, який став незалежним правителем Сікайна, проте зазнав невдачі. У 1317 та 1318 роках спільно зі зведеним братом Узаною здійснив декілько військових кампаній на придушення повстань південних міст-держав Таунгу і Таунгдвін, які вдалося підкорити. 1325 року після смерті Тхіхатху фактично розділив державу з Узаною I, отримавши важливу землеробську долину Чаусхе. Проте не мав титула царя.
Спочатку спробував підкорити Союна, а коли це не вдалося, організував замах на нього — також невдалий. За цим відмовився від спроб підкорити державу Сікайну, зосередивши увагу на боротьбі за владу над Піньєю з Узаною I. Приводом до відкритою війни стала відмова Чавсви надати 2 білих слонів, що свідчило б про підпорядкуванні Узані I. Поразки у війні змусили останнього зректися влади (за іншою версією того було повалено знаттю) у 1340 році. Проте війна тривала з наступником Узани I — Сітху. Після низки успішних походів Чавсва 17 червня 1342 року офіційно прийняв царський титул. Остаточно здолати Сітху вдалося 1344 року. 29 березня Чавсва I вдруге коронувався, прийнявши ім'я Паварапандіта Тхіхатура Дхаммаяза.
Доволі швидко приборкав місцевих князів та аристократів, використовуючи військову силу, підкуп та дипломатію. В результаті став контролювати ключові землеробські райони Мінбу і Чаусхе. Свого брата Наврату призначив сукрі Пінле. Також вдалося змусити Тхіхапате, сукрі Яметіна (рідного брата Узани I) підкоритися. Натомість останній отримав значну автономію.
Перші роки присвятив також військовій реформі, створивши потужні кінноту та піхоту. Також намагався обмежити вплив та земельні володіння буддійського духівництва, яке набуло значного впливу. Але розслідування зрештою вимушен був припинити через потужний спротив.
Для збереження спадковості призначив свого другого сина Чавсву своїм спадкоємцем, оскільки у старшого сина Узани було паралізовано ноги. Але зрештою це спричинило повстання 1349 року Наврати, який вимушен був тікати до Сікайну. Помер 1350 року, йому спадкував син Чавсва II. Його досі шанують як одного із зовнішніх тридцяти семи духів.